# Wappen der Stadt Triebes
Das Wappen der Stadt Triebes war ein Hoheitszeichen der ehemals eigenständigen Stadt Triebes, die heute ein Ortsteil der Stadt Zeulenroda-Triebes ist, in der sie aufging 2006. Triebes liegt im Landkreis Greiz im thüringischen Vogtland.

## Blasonierung
Die Blasonierung ist wie folgt:

„In Gold eine schwarze Löwenpranke mit roten Krallen, die ein nach rechts verschobenes rotes Passionskreuz aus vier in der Mitte geflochtenen Juteschnüren hält.“

Diese Beschreibung kann der Wappenbeschreibung der Stadt Zeulenroda-Triebes entnommen werden.

## Geschichte

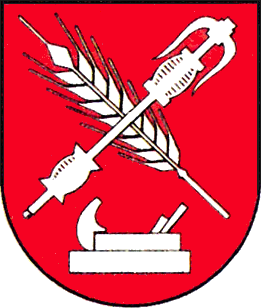
Wappen Triebes’ (1975–1994)

Von 1975 bis 1994 trug Triebes das nebenstehende Wappen, welches 1994 durch das in der Infobox dargestellte Wappen ersetzt wurde.
Die Löwenpranke als Machtsymbol ergibt sich aus der Bedeutung der Landgrafen in der thüringischen Geschichte. Der Löwe ist aus dem Stammwappen der Fürsten von Reuß entnommen, deren Familienzweig Reuß-Köstritz seit 1681 Triebes in Besitz hatte. Die vier kreuzartig verflochtenen Juteschnüre verweisen auf die früher bedeutende Jute-Spinnerei und -Weberei.
Das Wappen Triebes’ ging mit der Fusion mit Zeulenroda am 1. Februar 2006 im Wappen Zeulenrodas auf. Das Wappen belegt dabei die silberne Zinnenmauer des Zeulenrodaer Wappens, bei dem sich die Haltung der Löwenpranke des dortigen Löwen ebenfalls veränderte.

## Belege
1. ↑  Stadt Zeulenroda-Triebes: Hauptsatzung der Stadt Zeulenroda-Triebes. 2. Dezember 2019, abgerufen am 27. September 2023.
2. ↑  Stadt Zeulenroda-Triebes - Ortsteil Triebes. Abgerufen am 27. September 2023.